# Disa virginalis
Disa virginalis là một loài thực vật có hoa trong họ Lan. Loài này được H.P.Linder mô tả khoa học đầu tiên năm 1998.

## Hình ảnh

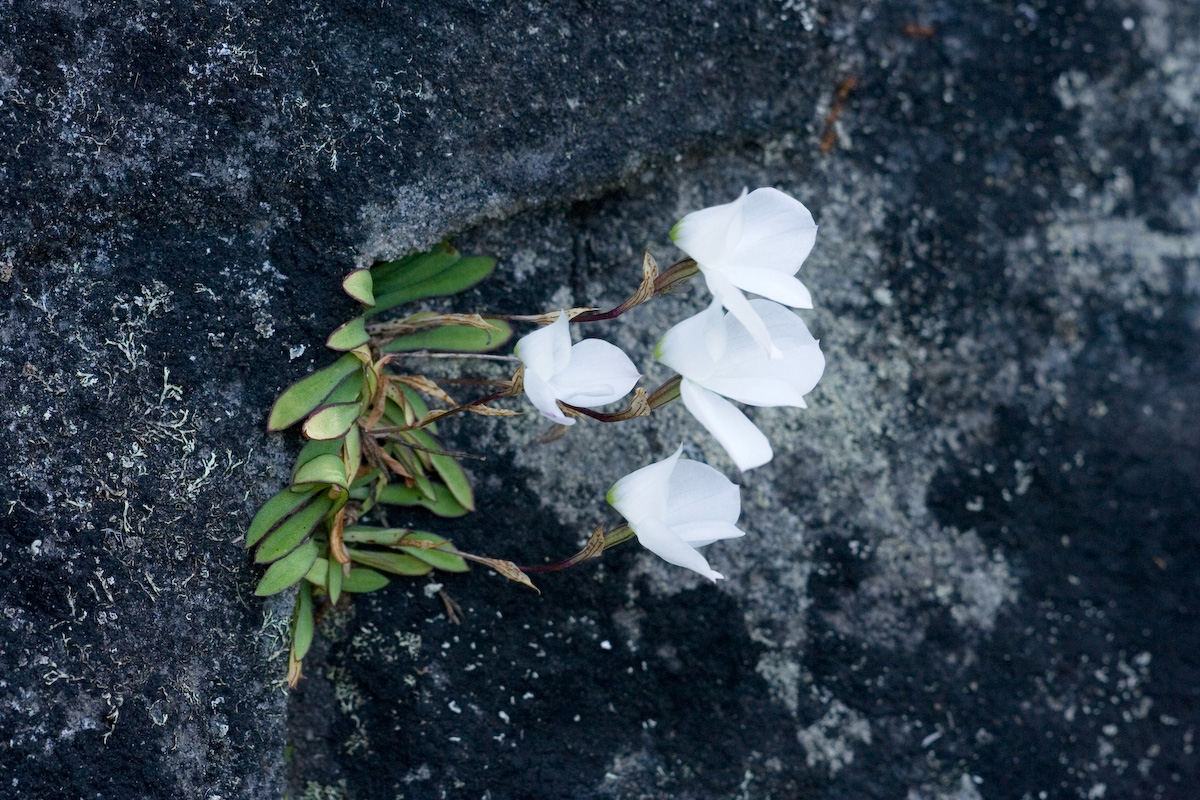